# Aceria cornuta
Aceria cornuta är en spindeldjursart som först beskrevs av Reuter 1900.  Aceria cornuta ingår i släktet Aceria, och familjen Eriophyidae. Arten är reproducerande i Sverige.